# If Not Now, When?
Albums de Incubus
Light Grenades
(2006) 8
(2017)
Singles
If Not Now, When? est le septième album studio du groupe de rock alternatif californien Incubus, sorti le 12 juillet 2011 sous le label Epic Records. Presque cinq années se seront écoulées depuis le précédent album Light Grenades (bien que sorti en 2009, Monuments and Melodies est une compilation), créant ainsi le plus long hiatus que le groupe ait connu à ce jour entre deux enregistrements en studio. Adolescent, premier single extrait de l'album, a été dévoilé le 4 avril 2011, rapidement suivi par son clip mis à disposition le 28 avril de la même année.

## Enregistrement
Le groupe a enregistré cet album au Blackbird Studio de Nashville et au Henson Studio de Los Angeles. À cette occasion, Incubus retrouve le producteur Brendan O'Brien, déjà à l’œuvre sur les deux précédents albums. Le chanteur Brandon Boyd explique : "Nous avons progressé avec ses enregistrements. Nous sommes vite devenus amis et c'est ce qui a fait l'essence de notre succès avec lui. Il comprend que nous aimons travailler rapidement."

## Titre de l'album
Le titre de l'album est à attribuer au chanteur Brandon Boyd. Il confie au magazine américain Spin : "Je suis accro aux informations. Il se passe tellement de choses à cet instant, des choses importantes, catastrophiques, magnifiques. L'idée de "If Not Now, When?" (littéralement "Si Pas Maintenant, Quand ?") semble terriblement poignante."

## Style
C'est à la mi-mars 2011 que Steve Rennie, le manager du groupe, annonce la fin de l'enregistrement de l'album. Il décrit le disque comme « différent mais dans la droite lignée de ses prédécesseurs, du très bon Incubus avec une approche comme le groupe n'en a encore jamais proposé».

## Liste des chansons
La liste ci-dessous a été confirmée par le groupe.
| No  | Titre                    | Durée |
| --- | ------------------------ | ----- |
| 1.  | If Not Now, When?        | 5:06  |
| 2.  | Promises, Promises       | 4:26  |
| 3.  | Friends and Lovers       | 4:07  |
| 4.  | Thieves                  | 4:17  |
| 5.  | Isadore                  | 4:35  |
| 6.  | The Original             | 5:05  |
| 7.  | Defiance                 | 2:19  |
| 8.  | In the Company of Wolves | 7:35  |
| 9.  | Switchblade              | 3:28  |
| 10. | Adolescents              | 4:50  |
| 11. | Tomorrow's Food          | 4:19  |